# اچ‌ام‌اس تراکین (۱۹۲۰)
اچ‌ام‌اس تراکین (۱۹۲۰) (به انگلیسی: HMS Thracian (1920)) یک کشتی بود که طول آن ۲۷۶ فوت (۸۴ متر) بود. این کشتی در سال ۱۹۲۰ ساخته شد.